# Rowe (Nuovo Messico)
Rowe è un census-designated place (CDP) degli Stati Uniti d'America, situato nello stato del Nuovo Messico, nella contea di San Miguel.